# 트럼퍼 롱맨
트럼퍼 롱맨(Tremper Longman III, 1952년 9월 8일 - )는 신학자, 교수이며 지혜문학에 관련된 연구에 전문적인 복음주의 구약학자다. 미국 필라델피아에 있는 웨스트민스터 신학교에서 석사 학위를, 예일 대학교에서 고대 근동 언어와 문학 연구로 박사 학위를 받았다. 모교인 웨스트민스터 신학교에서 20여 년 동안 구약학을 가르쳤으며 풀러 신학교와 리젠트 칼리지 등 유수의 신학교에서 겸임 교수로 강의했다. 잠언, 전도서, 아가서, 다니엘서 등 주석을 집필했다. 현재는 캘리포니아 산타바바라에 있는 웨스트몬트 칼리지에서 구약학을 가르치고 있다. 2016년 한국개혁신학회 20주년 기념대회에서 주제 강사였다.
지은 책으로는 여러 주석 외에도 『손에 잡히는 구약 개론』 『어떻게 창세기를 읽을 것인가』, 『어떻게 잠언을 읽을 것인가』, 『어떻게 시편을 읽을 것인가』(이상 IVP), 『우리 안에 거하시는 하나님』, 『이스라엘의 성경적 역사』(이상 CLC), 『담대한 사랑」(이레서원) 등이 있다. 2009년 ECPA에서 <Dictionary of the Old Testament: Wisdom, Poetry & Writings>을 올해의 책으로 선정하였다. NLT 성경 번역에도 참여했다. 오랜 친구인 댄 알렌더와 함께 Sexual Intimacy, Family Ties, Forgiveness, Dreams and Demands 등 다수의 책을 출간했다.